# Joan Cirera
Joan Cirera (Manresa, 1942 - 3 de gener de 2017) fou un actor català.
Nascut en un context familiar vinculat a les arts arts escèniques, Cirera es va voler dedicar a la interpretació des de ben jove, i a començaments de la dècada de 1960 va estudiar direcció i interpretació als cursos de l'Escola d'Art Dramàtic Adrià Gual de Barcelona. En aquella època, Cirera va formar part dels fundadors del grup Art Viu, que va posar en escena diverses obres d'autors com ara Bertolt Brecht i Anton Txèkhov.
A la capital del Bages, Cirera es va involucrar molt activament en les representacions de la Innocentada, principalment durant la dècada de 1980, i posteriorment com a locutor a Ràdio Catalunya de Manresa.
Sobre els escenaris, també havia participat en muntatges de pes com ara Aigües encantades, al Teatre Nacional de Catalunya sota la direcció de Ramon Simó i Vinyes.
En les últimes dècades de la seva vida havia tingut una trajectòria d'allò més intensa, alternant aparicions a la pantalla petita en papers secundaris en produccions com El cor de la ciutat, Olor de colònia, Estació d'enllaç i Porca misèria i, fins i tot, presències al cinema com en la pel·lícula Salvador.